# Julien Favreuille
Julien Favreuille (* 8. Mai 1972; † 12. April 2025) war ein französischer Jazzmusiker (Saxophon, Komposition).
Favreuille besuchte kurze Zeit das Konservatorium von Lille, um darauf mit Musikern wie Riccardo Del Fra, Bojan Z, Jacques Mahieux, François Corneloup, Bernard Lubat und André Minvielle zu spielen, aber auch in anderen Stilen und Kunstformen wie Blues, Hip-Hop und zeitgenössischem Tanz, Film- und Zirkusmusik. Er spielte in Vietnam mit dem Hué/Circum-Projekt und trat als Ersatzspieler unter der Leitung von  Claude Barthélémy im Orchestre National de Jazz und in Le Sacre du Tympan auf.
Des Weiteren arbeitete Favreuille mit dem Surnatural Orchestra und mit dem Muzzix-Kollektiv. Mit Jean-Luc Landsweerdt, Nicolas Mahieux und Olivier Benoît bildete er die Band Happy House, mit der er zwei Alben vorlegte. Außerdem war er Mitglied des Circum Grand Orchestra. Mit Christophe Motury (Flügelhorn) und Stefan Orins (Piano) legte er 2019 das gemeinsame Album Till Mina Vänner vor. Im Bereich des Jazz war er laut Tom Lord zwischen 1998 und 2018 an sechs Aufnahmesessions beteiligt. In späteren Jahren trat er dem Bortsch Orkestra bei, spielte bei Rigolus, gründete die Salsa-Bigband La Orchesta del Tilo in Vercors und entdeckte die Gnawa-Musik.
Als leidenschaftlicher Extremsportler und Zirkusliebhaber gründete er in der Region Vercors, wo er lebte, 2010 Les Productions perchées - ein Projekt, in dem er Jazz und seine weiteren Leidenschaften zusammenbrachte. Im Vercors-Gebirge verstarb er 52-jährig bei einem Base-Jumping-Unfall.

## Diskographische Hinweise
- Intradécorum, Happy House: Midi Jazz Stibus 95 (Stibus, 1995)
- Happy House (2000)
- Happy House: Inoxydable (Circum-Disc, 2008)
- Circum Grand Orchestra: La Ravissement(2009)